# 鈴真
鈴真，日本三重縣出身的動畫師、插畫家。Arms所屬。O型血。

## 人物簡介
年齡、性別、本名不公開。
高校畢業後立即前往東京，福本完為師事遠親。最初在《霹靂貓》擔任動畫工作，因勾勒線條很漂亮，不到一年就升任原畫；經OVA《淫獸學園2》負責作畫監督、《淫獸學園3》負責人物設定，持續投入美少女動畫作品。遊戲原畫初作同樣是《淫獸學園》，並藉由動畫《同級生2》人物設定作業之緣故，參加遊戲《WORDS WORTH》的人物設定、原畫。曾以成人動畫製作為中心，隨Arms策略改變轉從事一般動畫活動，因此《緋忍傳 呀宇種》乃Arms也是鈴真自身最後的成人動畫作品。

## 主要活動

### 成人動畫
- MIDNIGHT PANTHER（日语：ミッドナイトパンサー）（人物設定、作畫監督）
- WORDS WORTH系列
  - WORDS WORTH（人物設定、作畫監督、原畫）
  - WORDS WORTH外傳（角色設計）
- 新世紀 淫魔聖傳（日语：新世紀 淫魔聖伝）（人物設定、作畫監督）
- 緋忍傳 呀宇種（日语：緋忍伝 呀宇種）（故事原案、人物設定、作畫監督）
- 淫獸聖戰系列
  - 聖獸傳Twin Dolls（人物設定、作畫監督、原畫）
  - 淫獸聖戰Twin Angel（人物設定、作畫監督）
  - 淫獸聖戰XX（人物設定）
- 淫獸學園系列
  - 淫獸學園 La☆BlueGirl（人物設定、作畫監督、原畫）[注 3]
  - 真·淫獸學園 La☆BlueGirl（人物設定、作畫監督、原畫）
  - 淫獸學園 La☆BlueGirl 復活篇（人物設定）
- 水手戰士金星5（日语：セーラー戦士ヴィーナス・ファイブ）（人物設定）
- 肉體轉移（日语：肉体転移）（原畫）
- 螢子（日语：螢子 (アダルトゲーム)）（原畫）
- A KITE（原畫）
- MEZZO FORTE（日语：MEZZO -メゾ-）（原畫）
- Natural（日语：Natural -身も心も-）（總集篇DVD外裝原畫）
- 新安琪兒（DVD外裝原畫）
- 明天的雪之丞（日语：あしたの雪之丞）（DVD外裝原畫）
- 同級生2（人物設定、DVD外裝原畫）※15禁[注 4]。
- 愛姊妹 蕾…任你隨心所欲吧 THE ANIMATION（日语：愛姉妹#愛姉妹・蕾 …汚してください）（人物設定、DVD外裝原畫）
- 河原崎家一族2（日语：河原崎家の一族2）（人物原案、DVD外裝原畫）

### 成人遊戲
- WORDS WORTH（人物設定、原畫）
- 河原崎家一族2（人物設定、原畫）
- élf All-Stars 脫衣麻雀（日语：エルフオールスターズ脱衣雀）（壁紙原畫）
- X GIRL（人物設定、原畫）

### 一般動畫
- I"s（人物設定）
- MEZZO（日语：MEZZO -メゾ-）（原畫）
- 妖精的旋律（原畫、OP&ED原畫）
- 下級生2 ～瞳孔中的少女們～（過場、第一原畫）
- 女高中生 GIRL'S-HIGH（原畫）
- 忍者少女!!（作畫監督）
- 一騎當千系列
  - 一騎當千 Dragon Destiny（人物設定、總作畫監督）
  - 一騎當千 Great Guardians（人物設定、總作畫監督）
  - 一騎當千 XTREME XECUTOR（人物設定）
  - 一騎當千 集鍔鬥士血風錄（人物設定）
  - 一騎當千 Extravaganza Epoch（人物設定、原畫）
  - 一騎當千 Western Wolves（人物設定、總作畫監督）
- 劇場版 火影忍者疾風傳（原畫）
- 現視研2（插圖原畫、作畫監督）
- 出包王女（原畫）
- 女王之刃系列
  - 女王之刃 流浪的戰士（人物設定、總作畫監督）[7]
  - 女王之刃 王位繼承者（人物設定、總作畫監督）
  - 女王之刃 美麗的鬥士們（人物設定、總作畫監督）
  - 女王之刃 新的師徒、新的戰鬥（人物設定、總作畫監督）
  - 女王之刃 聖女的煩悶～信仰之門、重開～（總作畫監督）
  - 女王之刃 叛亂（人物設定、總作畫監督）
  - 戰敗女王（人物設定）
  - 女王之刃 魔法之書（人物設定）
- 百花繚亂 SAMURAI GIRLS（作畫監督）
- 我要成為世界最強偶像（人物設定[8][9]）
- 靈感少女（OP作畫監督&原畫）
- DYNAMIC CHORD（日语：DYNAMIC CHORD）（原畫）

### 小說
- 白玉老虎（封面原畫、卷首插畫）
- WORDS WORTH（封面原畫）
- 淫獸聖戰DNA（封面原畫）
- 淫獸聖戰 漫畫選集（封面原畫）

### 其它
- P-mate（日语：P-mate）（雜誌封面原畫）

### 畫冊
- . KSS. 2001-02-19. ISBN 978-4-8770-9496-6 （日语）.
- . Softgarage. 2006-04-14. ISBN 978-4-8613-3068-1 （日语）.
- . MEDIA PAL. 2010-10-07. ISBN 978-4-8961-0766-1 （日语）.

## 腳註

## 相關項目
- Arms
- 梅津泰臣
- 影山楙倫

## 外部連結
- Rin Shin在互联网电影资料库（IMDb）上的資料（英文）
- Rin-Sin在動畫新聞網百科全書中的資料（英文） （英文）